# Ларіс (футбольний клуб)
«Ларіс» — аматорський футбольний клуб з міста Калинівки Калинівського району Вінницької області. Виступав у Кубку України серед аматорів 2007 року.

## Досягнення
- Кубок України серед аматорів — 1/8 фіналу (2007)[1].
- Чемпіонат Вінницької області — 3-тє місце (2008)[2].
- Кубок Вінницької області — фіналіст (2007)[3].